# Насолода (фільм)
«Насолода» — драматичний фільм 2021 року, написаний і знятий Ніндзею Тіберг у її дебютному повнометражному режисерському фільмі. Фільм оснований на однойменному короткометражному фільмі Тіберг 2013 року і розповідає про молоду жінку з маленького шведського містечка, яка переїжджає до Лос-Анджелеса, щоб стати порнозіркою. У ньому зіграли Софія Каппель, Ревіка Енн Рестл, Евелін Клер, Кріс Кок, Дана ДеАрмонд і Кендра Спейд.
Фільм було відібрано для Каннського кінофестивалю 2020 року перед прем'єрою на кінофестивалі Sundance 2021 року 1 лютого 2021 року в секції World Cinema Dramatic Competition.

## Сюжет
20-річна Ліннеа, яка працює під сценічним псевдонімом «Белла Черрі», — наївна, впевнена в собі дівчина з маленького шведського містечка, емігрує до Лос-Анджелеса, щоб стати наступною великою порнозіркою. Під керівництвом свого менеджера вона починає орієнтуватися в непростому світі порноіндустрії і має намір отримати більш значущі ролі та перегляди відео, змушуючи себе ігнорувати особисті кордони та обмеження. Белла ділить будинок з групою інших молодих актрис, які намагаються стати відомими, і, хоча спочатку вона тримає себе з ними на відстані, врешті-решт вона зближується з однією зі своїх сусідок, Джой, яка підтримує її та допомагає Беллі створити свій бренд. На вечірці дівчата помічають Марка Шпіглера, одного з найуспішніших і вимогливих менеджерів у порноіндустрії; до нього приєднується Ава, одне з найбільших імен на місцевій порносцені. Белла намагається почати розмову з Авою, яка ігнорує її. Джой намагається фліртувати з відомим актором-чоловіком Цезарем, але коли він жорстоко відмовляє їй, вона штовхає його в басейн і принижує.
Белла працює над кількома зйомками, включаючи сцену БДСМ з жінкою-режисером, яка заохочує Беллу позитивними, здоровими способами, домагаючись безпеки та згоди на знімальному майданчику. Проте Белла рішуче налаштована рухатися далі, і вона вимагає від свого менеджера складних сцен. Коли вона намагається зняти сцену, в якій кілька чоловіків принижують її гідність і зображують сцени зґвалтування, у неї скаче тиск і вона не може далі зніматися, неодноразово припиняючи зйомки. Спочатку її партнери здаються підбадьорливими, але вони швидко стають ворожими та зневажливими, коли вона розуміє, що не може закінчити сцену. Белла неохоче погоджується завершити знімання і протистоїть своєму менеджеру, який нагадує їй, що вона попросила складніший матеріал. Засмучена, Белла звільняє його з посади свого менеджера.
Тепер, працюючи самостійно, Белла намагається умовити Шпіглера стати своїм новим менеджером, але він відмовляє їй, все ще вважаючи її невідомою і повідомляє, що приймає лише актрис, які бажають знімати екстремальні сцени. Щоб продемонструвати свої можливості, Белла бере участь у міжрасовій трійці, яка включає в себе перше в історії «міжрасове подвійне анальне проникнення», що значно збільшує кількість підписників. Шпіглер вражений і погоджується найняти Беллу. Щоб відплатити подрузі, Белла просить Джой просить знятися у наступній сцені. Джой спочатку схвильована, але вагається, коли виконавець головної ролі в останню хвилину відходить, і його замінює Цезар. Белла благає Джой завершити зйомку, але незабаром спостерігає, як Цезар переслідує Джой поза камерою. Під час сцени, яка пов'язана з приниженням, Цезар починає на законних підставах принижувати Джой, яка зупиняє сцену в гніві. Джой повідомляє режисерові, що Цезар завдає їй шкоди, але коли вона просить Беллу розповісти про домагання Цезаря, Белла, стурбована своєю репутацією, відмовляється. Розлючена, Джой дорікає Беллі за її зраду і йде зі знімального майданчика.
Беллі дають можливість зняти сцену з Авою, але Ава принижує її, коли вона відмовляється займатися оральним сексом з Беллою, стверджуючи, що у неї дріжджова інфекція. Сцена змінюється так, що Белла проникає в Аву за допомогою страпона, але Белла швидко дозволяє своєму гніву та розчаруванню взяти верх, діявши жорстоко й агресивно по відношенню до Ави без попередження чи згоди, як і багато її колег-чоловіків та режисерів до неї з моменту її появи. Коли Белла намагається вибачитися перед Авою пізніше по дорозі на вечірку, Ава безтурботно відпускає її, ніби її нічого й не сталося. Белла ще більше розчарується, коли помічає на вечірці своїх старих сусідів по дому, які насолоджуються часом на вечірці напроти Белли, яка зараз фактично замкнена у VIP-зоні.

## Актори
- Софія Каппель — Белла Черрі / Ліннеа
- Ревіка Енн Реустл — Джой
- Евелін Клер — Ава Роудс
- Кріс Кок — Бірр
- Дана ДеАрмонд — Ешлі
- Кендра Спейд — Кімберлі
- Джейсон Толер — Майк
- Джон Стронг — Браян
- Ленс Харт — Цезар
- Ейден Старр — камео
- Аксель Браун — камео
- Білл Бейлі — Адам
- Мік Блю — Жюль (у титрах Майкл Омелько)
- Шанель Престон — камео
- Кейсі Калверт — камео
- Ксандер Корвус — Кіта
- Стів Холмс — Крістіан
- Еліс Грей — Алія
- Абелла Денджер — камео
- Джина Валентина — камео
- Марк Шпіглер — камео

## Реліз
«Насолоду» було відібрано для Каннського кінофестивалю 2020 року перед прем'єрою на кінофестивалі Sundance 2021 року 1 лютого 2021 року. 8 лютого 2021 року A24 придбала права на розповсюдження фільму в США. Однак 7 жовтня 2021 року було оголошено, що Neon придбав права на розповсюдження фільму в США, як повідомляється, через конфлікти щодо планів A24 випустити відредаговану версію з рейтингом R на додаток до версії без цензури; Neon заявив, що не вимагає жодного альтернативного редагування. Фільм був показаний на фестивалі AFI Fest 2021 року в Лос-Анджелесі 13 листопада. У Сполучених Штатах Америки 13 травня 2022 року фільм вийшов у обмежений прокат.
Фільм вийшов у Швеції 8 жовтня 2021 року завдяки компанії SF Studios, у Франції 20 жовтня 2021 року The Jokers та в Нідерландах 4 листопада 2021 року Gusto Entertainment.

## Прийом
На веб-сайті-агрегаторі оглядів Rotten Tomatoes 86 % з 44 рецензій критиків позитивні, із середнім рейтингом 7,7/10. Консенсус веб-сайту гласить: «Провокаційний на більш ніж одному рівні, „Насолода“ відсуває завісу від неприємних аспектів індустрії фільмів для дорослих, причому потужна гра Софії Каппель лідирує». Metacritic, який використовує середньозважене значення, присвоїв фільму 75 балів зі 100 на основі 8 критиків, вказуючи на «загалом схвальні відгуки». На 57-й премії «Guldbagge Awards» фільм отримав сім номінацій, у тому числі «Найкращий фільм» та «Найкраща режисура» Тіберга, і виграв три, у тому числі «Найкраща жіноча роль». Інші номінації на нагороди, які фільм отримав, включають British Independent Film Award 2001 так добре як Премія «Незалежний дух» за найкращу режисуру для Тайберга та Премія «Незалежний дух» за найкращу жіночу роль другого плану для Реустла в 37-й незалежній премії «Spirit Awards». 
Після виходу фільму актори Ленс Харт та Аксель Браун розкритикували фільм у Твіттері, заявивши, що вони відчувають себе «обдуреними» і що фільм «дешевий кадр, який змушує нас виглядати погано». Відтоді, однак, Браун висловив підтримку фільму та був присутній на його прем'єрі в США.